# Klinča Sela
Klinča Sela  è un comune della Croazia di 4 927 abitanti della Regione di Zagabria.